# Pfarrkirche Friedersbach

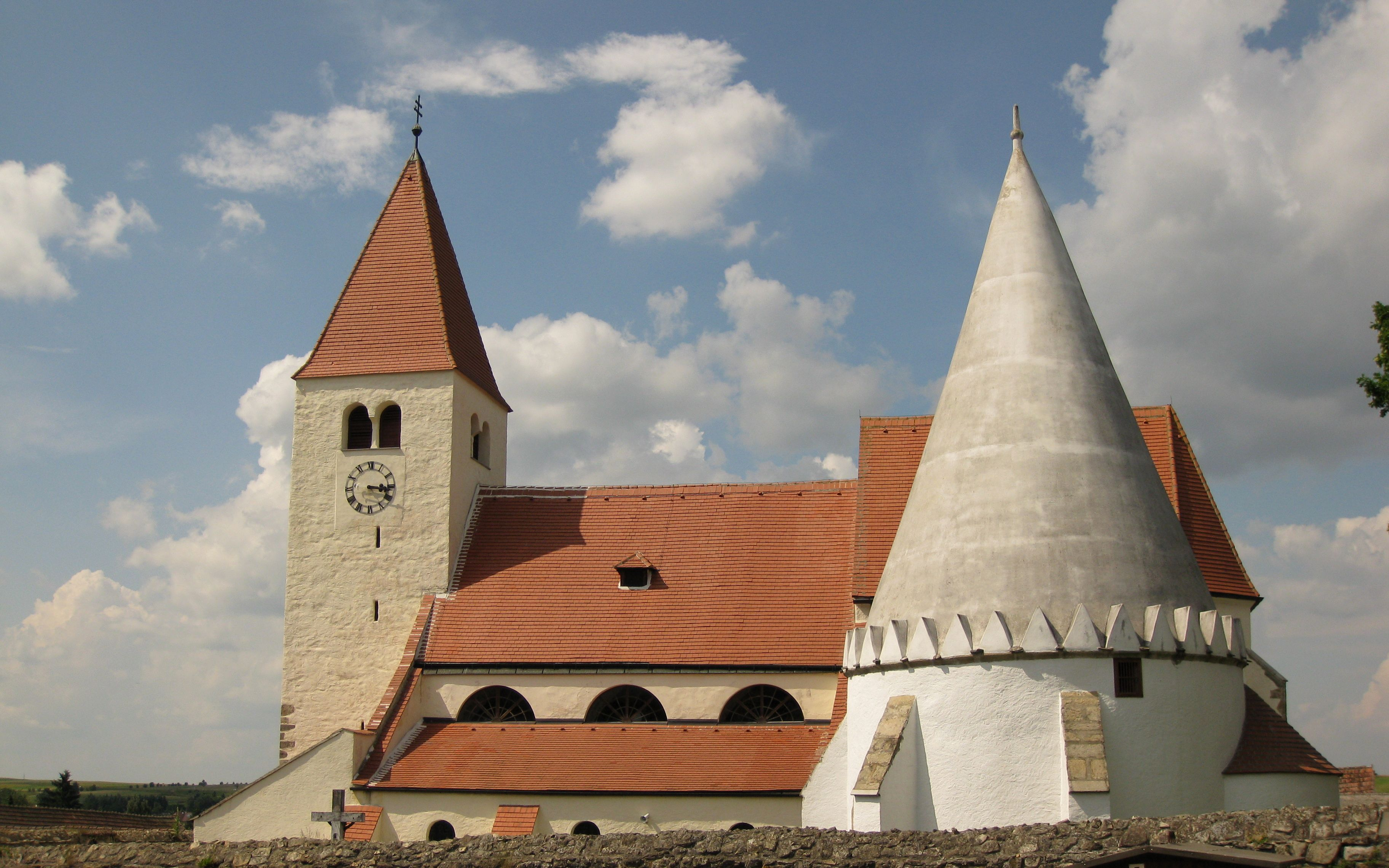
Katholische Pfarrkirche hl. Laurentius mit Karner in Friedersbach

Die römisch-katholische Pfarrkirche Friedersbach steht in erhöhter, isolierter Lage am sogenannten Kirchenberg im Süden des Ortes Friedersbach in der Stadtgemeinde Zwettl in Niederösterreich. Die dem heiligen Laurentius von Rom geweihte Pfarrkirche gehört zum Dekanat Zwettl der Diözese St. Pölten. Die Kirche und der Friedhof stehen unter Denkmalschutz.

## Geschichte
Es handelt sich um eine romanische Anlage mit gotischen Um- und Erweiterungsbauten, die ursprünglich als Wehrkirche angelegt war. Eine ehemalige Wehrmauer aus Bruchstein umgibt die Kirche, den gotischen Karner und einen Friedhof. Diese bietet im Norden einen direkten Zugang zum teilweise mittelalterlichen Pfarrhof.
In einem inzwischen verlorengegangenen Dokument des Jahres 1159, welches durch einen im Museum Niederösterreich in St. Pölten aufbewahrten Notariatsakt des Jahres 1404 belegt ist, wurde der Ort „Fridreichspach“ anlässlich der Erhebung der dort bereits bestehenden Kapelle zu einer Pfarrkirche erstmals urkundlich erwähnt. Der Bischof Konrad von Passau hielt sich zu dieser Zeit anlässlich der Weihe der Zwettler Stiftskirche im Waldviertel auf und war von dem Babenberger Heinrich II., dem damaligen Herzog von Österreich, um die Pfarrerhebung Friedersbachs ersucht worden. Die damals festgelegten Grenzen des Pfarrsprengels haben sich bis ins 21. Jahrhundert kaum verändert. 1438 wird Friedersbach als landesfürstliche Pfarre genannt. Im Mittelalter galt sie als eine der bedeutendsten Pfarren des Waldviertels.
Die geringen Restbestände der ältesten Bauteile und der derzeitige Forschungsstand erlauben für die frühen Jahre keine detaillierte Baugeschichte. Es wird angenommen, dass sich im Bereich von Kirche und Pfarrhof Mitte des 12. Jahrhunderts eine befestigte Wehranlage der Herren von Rauheneck befunden hat. Weiters wird vermutet, dass die Südkapelle der im Kern romanischen Saalkirche bereits vor 1159 bestanden haben könnte. Der Turm am westlichen Ende wurde in der ersten Hälfte des 13. Jahrhunderts gebaut. Das nördliche Seitenschiff stammt aus der Zeit um 1320/1330. Der ehemalige Ostabschluss des Mittelschiffs wurde 1408 durch einen gotischen Chor ersetzt. Nach den Hussiteneinfällen erfolgte im zweiten Viertel des 15. Jahrhunderts die Errichtung des Südschiffes und eine Neueinwölbung des Mittelschiffs. Aus dem Jahr 1793 stammt die nördliche Vorhalle und von 1859 der Zubau südlich des Turms. Die Kirche wurde außen 1959 und innen 1963/1964 restauriert.

## Äußeres
Der romanische Westturm hat in den unteren Geschoßen Schlitzfenster und im Glockengeschoß romanische Zwillingsbogenfenster mit breit ausladenden Kapitellen. Er wird von einem Pyramidenhelm bekrönt. Sein vermauertes rundbogiges Westportal wurde 1958 freigelegt.
Das basilikale Langhaus liegt zusammen mit dem nördlichen Seitenschiff mit gleich breitem Sakristeianbau unter einem einheitlichen Pultdach. In der Nordwestecke befindet sich ein gotisches Spitzbogenfenster und daneben ein mit „1793“ bezeichneter Vorbau, der dem spätgotisch verstäbten Schulterbogenportal vorgelagert ist. Im Osten ist der Bau von einem barock erweiterten Rundbogenfenster durchbrochen. An der zweigeschoßigen Sakristei sind abgefaste gotische Rechteckfenster zu sehen. Auch das durch Strebepfeiler gestützte südliche Seitenschiff ist von einem Pultdach gedeckt. Dieses Schiff hat barocke Rundbogenfenster, während die südliche Außenwand des Mittelschiffs über Lünettenfenster verfügt. Am östlichen Ende des südlichen Seitenschiffs liegt die Rundapsis der romanischen Kapelle.
Der Chor mit dreiseitigem Schluss, Strebepfeilern und Wasserschlägen ist etwas schmäler und höher als das Mittelschiff. Er hat ein umlaufendes Kaffgesims und dreiteilige gotische Maßwerkfenster. An den Strebepfeilern befinden sich die mit „1408“ bezeichneten Wappen der beiden Stifter des Chores, Ulrich Oeder und Pfarrer Kadolt. An der Kirchenwand ist auf einem Terrakottarelief vom Anfang des 15. Jahrhunderts eine Darstellung Christi am Ölberg zu sehen. Erwähnenswert sind außerdem ein gotischer Marmorgrabstein aus dem 15. Jahrhundert mit Wappen sowie zwei barocke Schmiedeeisenkreuze des 18. Jahrhunderts.

## Inneres

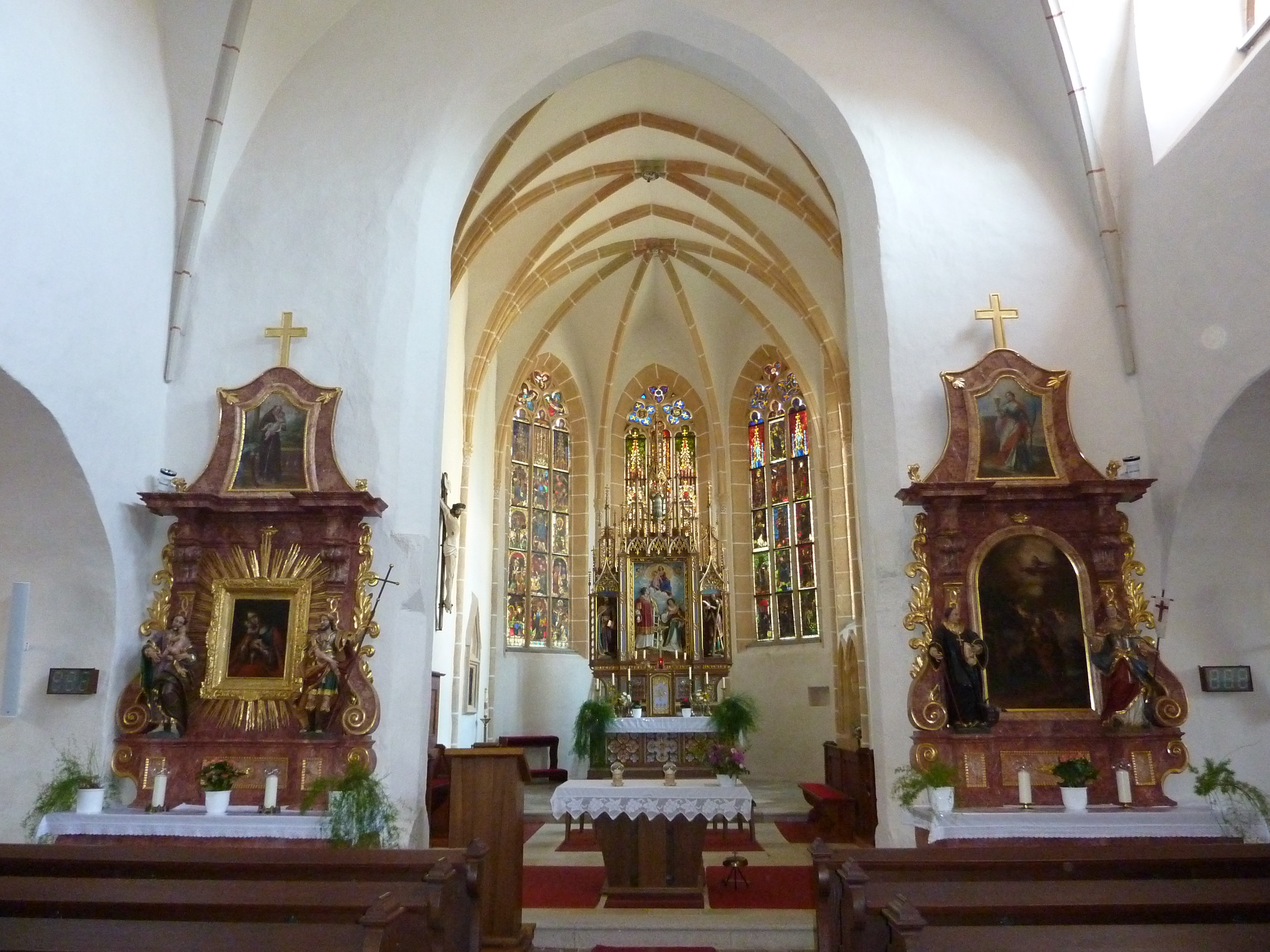
Inneres der Pfarrkirche St. Lorenz

Das Mittelschiff des dreischiffigen Langhauses ist netzrippengewölbt. Darunter erhebt sich über zwei Rundbögen auf achtseitigen Pfeilern die Westempore, die mit einem gratigen Kreuzgewölbe unterwölbt ist.
Das nördliche Seitenschiff ist mit dem Mittelschiff im Westen durch eine spitzbogige und im Osten durch eine rundbogige Öffnung verbunden. Hier befinden sich im Westen der Aufgang zur Empore und im Osten eine ehemalige Rundapsis mit Rundbogen und romanischem Kämpferstein. Möglicherweise befand sich an dieser Stelle ursprünglich eine der Südkapelle entsprechende Kapelle, die später zu dem Seitenschiff verlängert wurde. Die vier ungleich kreuzrippengewölbten Joche des Nordteils weisen gekehlte Rippen auf. Die Bauzeit wird auf das zweite Viertel des 14. Jahrhunderts datiert.
Das südliche Seitenschiff, in der zweiten Hälfte des 15. Jahrhunderts vermutlich als Verlängerung der romanischen Ursprungskapelle erbaut, ist dreijochig und hat sternförmige Netzrippengewölbe sowie einen rundbogigen Triumphbogen zur Apsis. Ein Wandgemälde Auferstehung mit Stiftern wurde vermutlich gegen Ende des 16. Jahrhunderts gemalt und ist stark beschädigt.
Der dreijochige Hauptchor mit Fünfachtelschluss und Kreuzrippengewölben auf halbrunden Diensten ist leicht erhöht und etwas höher als das Mittelschiff, mit dem er durch einen spitzbogigen Triumphbogen verbunden ist. Er hat an der Südseite eine Sessionsnische mit Kleeblattmaßwerk und gegenüber davon eine Sakramentsnische mit profilierter Stabrahmung und Spitzgiebel. Die Tür zur annähernd quadratischen, kreuzrippengewölbten Sakristei hat ein Schulterbogenportal.

## Glasgemälde
In vier Chorfenstern befinden sich Reste der mittelalterlichen Verglasung aus zwei Phasen um 1420 und 1479. Im Jahr 1898 wurde eine Neuordnung und Ergänzung durchgeführt und 1954 eine Restaurierung sowie die Anordnung in der heutigen Form.
Das Chorschlussfenster hat Scheiben von 1891. Im Fenster der nördlichen Chorschräge sind Scheiben der ersten Verglasungsphase um 1420 erhalten: Die Verkündigung des Herrn, vier Szenen aus der Erasmuslegende, vier Szenen aus der Theobaldslegende, eine Apostelscheibe und drei Architekturscheiben. Im Fenster der südlichen Chorschräge sind Fenster aus der zweiten Phase um 1479 zu sehen: Stehende Heilige sowie die Stifter Ulrich Oeder und Pfarrer Kadolt, eine Kreuzigungsscheibe und Nonnen (um 1420). In den beiden anschließenden südlichen Chorfenstern gibt es zum Teil Bildnisse von Nonnen und Maßwerkfüllungen aus der Zeit um 1420.

## Einrichtung
Der neugotische Hochaltar, entworfen von Hermann von Riewel und ausgeführt von Josef Andergassen und Josef Bachlechner dem Älteren, wurde 1928 renoviert. Er verfügt über Reliefs des Hl. Stephanus und des Kirchenpatrons Laurentius sowie über Seitenfiguren der Hll. Petrus und Paulus.
Um 1750 wurden zwei einander entsprechende barocke Seitenaltäre angeschafft. Das linke Altarblatt ist mit einer Kopie der Mariahilf-Madonna, einem Aufsatzbild des hl. Antonius und Seitenfiguren der Hll. Josef und Donatus ausgestattet. Das rechte Altarblatt hat ein Bildnis der Flucht nach Ägypten, ein Aufsatzbild der hl. Barbara und Seitenfiguren der Hll. Leonhard und Margaretha. Die Kanzel stammt vom Anfang des 19. Jahrhunderts. In der Kirche befinden sich zwei bemerkenswerte Kruzifixe: ein spätgotisches aus der Zeit um 1500 im Nordschiff und ein barockes aus der Mitte des 18. Jahrhunderts im Chor des südlichen Seitenschiffs. Beide wurden im 19. Jahrhundert neu gefasst. Eine barocke Figur des hl. Florian stammt aus der zweiten Hälfte des 18. Jahrhunderts und wurde 1855 restauriert. Zum Inventar gehören außerdem mehrere Leinwandbilder: ein ehemaliges Hochaltarbild Martyrium des hl. Laurentius an der Westwand des Hauptschiffs (zweite Hälfte 18. Jahrhundert); Kreuzigung (18. Jh.) an der Nordwand des Chors; eine Kopie des Gnadenbildes Maria Dreieichen.
Zur weiteren Ausstattung zählen ein Taufstein von Ende des 15. Jahrhunderts mit zehnseitigem Becken und einem Holzdeckel vom Anfang des 19. Jahrhunderts; gotisches Weihwasserbecken und Opferstock im nördlichen Seitenschiff (15. Jh.); ein Grabstein mit Ritkreuz im südlichen Seitenschiff (14. Jh.) sowie ein Biedermeiergrabstein aus der Zeit um 1830/1840.
Die Orgel wurde 1906 von Franz Capek gebaut und die Glocke von Ferdinand Drackh 1730 gegossen.

## Karner

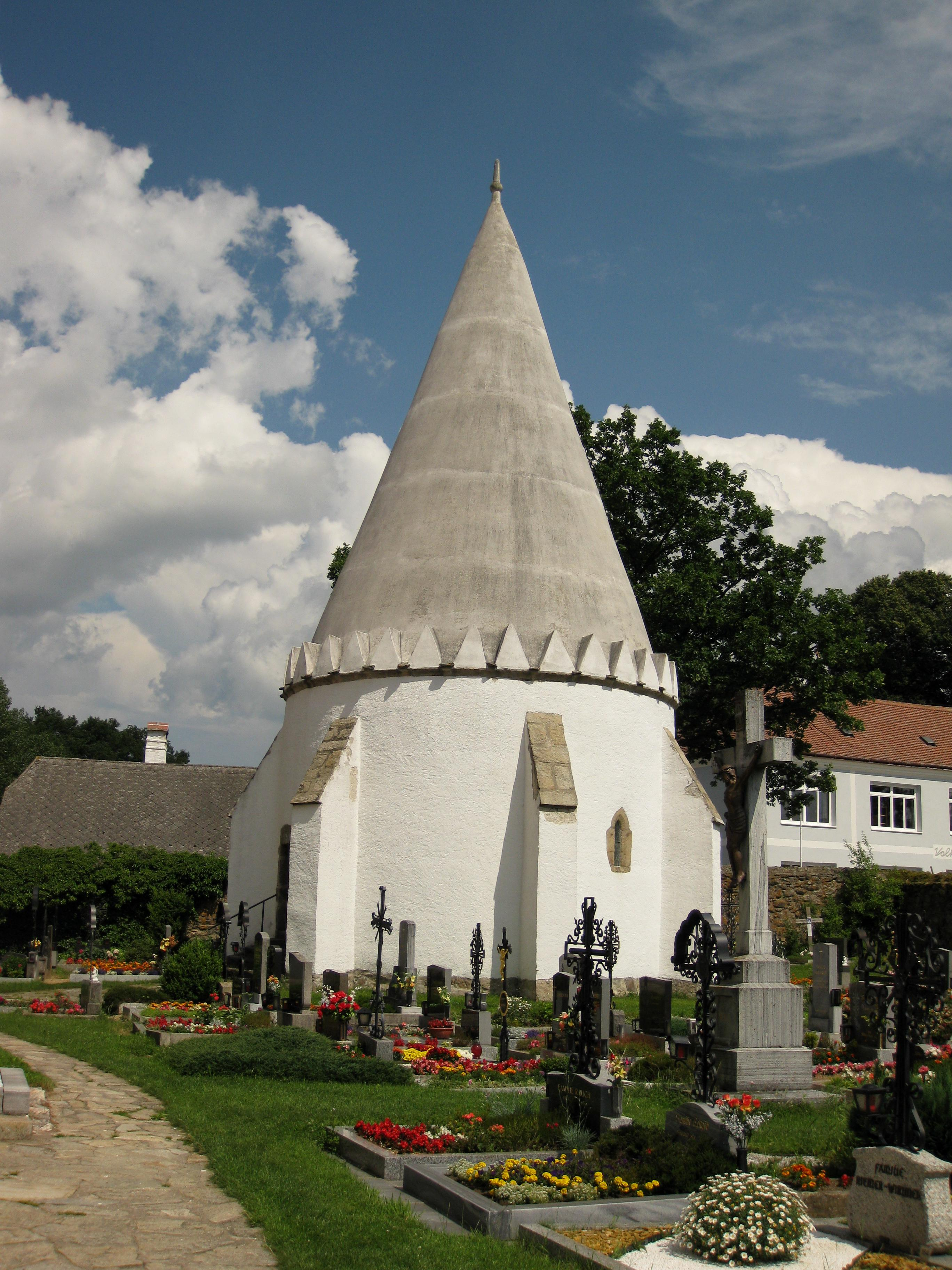
Gotischer Karner

Der Karner am Friedhof wurde um 1350 errichtet. Es handelt sich um einen gotischen Rundbau mit Halbkreisapsis und einem spitzen, gemauerten Kegeldach, das mit einem Kranz dreieckiger Zinnen besetzt ist. In der Apsis befinden sich zwei schmale gotische Spitzbogenfenster in Trichterlaibung. Der Bau ist durch ein Rechteckportal mit beschlagenem Eisentor zugänglich. Der Innenraum hat ein Halbkugelgewölbe.
Seit 1959 dient der Karner als Kriegergedenkkapelle.

## Pfarrhof

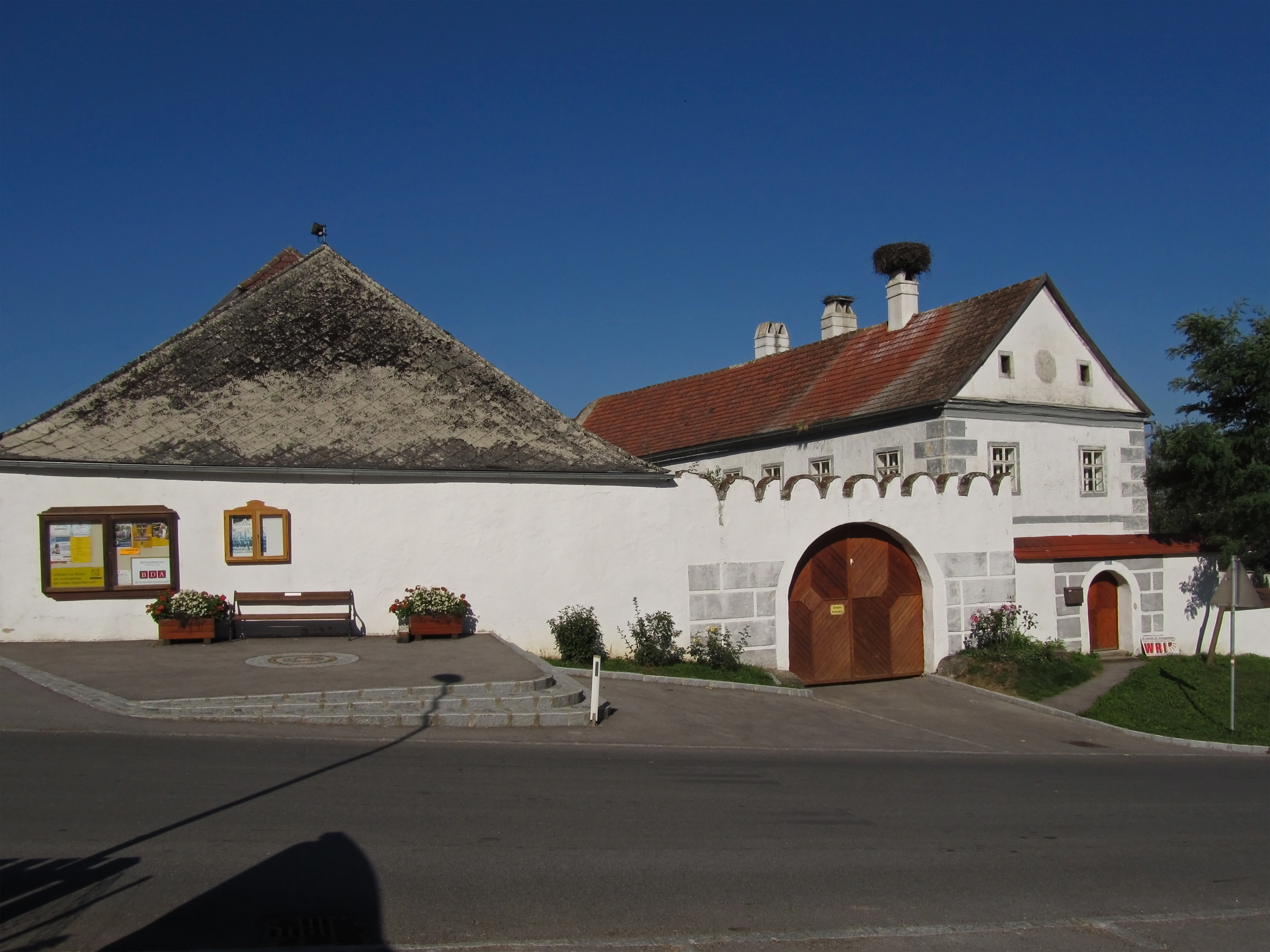
Pfarrhof

Der Pfarrhof schließt an die Friedhofsmauer an und besteht aus zwei gegenüberliegenden zweigeschoßigen Trakten, die im Osten durch eine um 1666 errichtete Renaissance-Tormauer mit Rundzinnen und gemalter Rustikaquaderung verbunden sind. Trotz weitgehender Veränderungen im 17. Jahrhundert sind im Pfarrhaus noch Bauteile des späten Mittelalters erhalten.
Der Südtrakt stammt aus dem 15. Jahrhundert. Er wird von Strebepfeilern gestützt und hat ein abgefastes Rundbogentor sowie zwei gotische Rechteckfenster, von denen eines mit 1437 bezeichnet ist und im Jahr 1960 freigelegt wurde. Der Nordtrakt ist 1788 zum Teil abgebrannt und erneuert worden. Über dem Portal ist er mit „1666“ bezeichnet. Der Innenraum des Südtrakts verfügt über Kreuzgratgewölbe und einen tonnengewölbten Gang zum Friedhof. Im Nordtrakt befinden sich zum Teil Tonnengewölbe mit Stichkappen. Aus der Mitte des 17. Jahrhunderts stammt ein Einstützenraum mit quadratischem Mittelpfeiler.
Zu den Kunstschätzen des Pfarrhofs zählt ein Elfenbeinkruzifix aus der Zeit um 1710/1720.